# Higashitsugaru
Higashitsugaru (Japans: 東津軽郡, Higashitsugaru-gun) is een district van de prefectuur Aomori in Japan.
Op 1 maart 2008 had het district een geschatte bevolking van 27.398 inwoners en een bevolkingsdichtheid van 42 inwoners per km². De totale oppervlakte bedraagt 652,76 km². 

## Gemeenten
- Imabetsu
- Hiranai
- Sotogahama
- Yomogita

## Fusies
Op 28  maart 2005 smolten de voormalige gemeenten  Kanita, Tairadate en Minmaya samen tot de nieuwe gemeente Sotogahama.
Steden:
Aomori (hoofdstad)· Goshogawara · Hachinohe · Hirakawa · Hirosaki · Kuroishi · Misawa · Mutsu · Towada · Tsugaru 

Districten:
Higashitsugaru · Kamikita · Kitatsugaru · Minamitsugaru · Nakatsugaru · Nishitsugaru · Sannohe · Shimokita
Gemeenten per district